# تاریخ ترکیه
تاریخ ترکیه تاریخ سرزمینی است که امروزه جمهوری ترکیه را تشکیل می‌دهد و شامل آناتولی، تراکیه شرقی و بخشی از کردستان و ارمنستان بزرگ می‌باشد.
پس از سقوط هیتی‌ها در سال ۱۱۷۸ پیش از میلاد، با شروع شکوفایی تمدن یونان، ایالت‌های جدید فریجیا و لیدیا در سواحل غربی مستحکم شدند. آنها و بقیه آناتولی نسبتاً کمی بعد در امپراتوری ایران هخامنشی ادغام شدند.
با افزایش قدرت ایران، سیستم حکومت محلی آنها در آناتولی به بسیاری از شهرهای بندری اجازه رشد و ثروت را داد. تمام آناتولی به ساتراپی‌های مختلف تقسیم شد که توسط ساتراپ‌ها (فرمانداران) منصوب شده توسط فرمانروایان مرکزی ایران اداره می‌شدند. اولین دولتی که توسط مردمان همسایه، ارمنستان نامیده می‌شد، ایالت ارمنستان ارمنی بود که از قرن ششم قبل از میلاد بخش‌هایی از شرق ترکیه را شامل می‌شد که به ساتراپی ارمنستان تحت حکومت هخامنشیان تبدیل شد. برخی از ساتراپ‌ها به‌طور دوره ای قیام می‌کردند اما خطر جدی ایجاد نمی‌کردند. در قرن پنجم قبل از میلاد، داریوش اول جاده سلطنتی را ساخت که شهر اصلی شوش را به شهر ساردیس در غرب آناتولی متصل می‌کرد.
آناتولی نقشی محوری در تاریخ هخامنشیان داشت. در اوایل قرن پنجم قبل از میلاد، برخی از شهرهای ایونی که تحت حکومت پارسیان بودند، شورش کردند که به شورش ایونیایی ختم شد. این شورش پس از آن که به راحتی توسط مقامات ایرانی سرکوب شد، مقدمه مستقیم جنگ‌های یونان و ایران شد که یکی از سرنوشت سازترین جنگ‌های تاریخ اروپا بود.
حکومت ایرانیان هخامنشی در آناتولی با فتوحات اسکندر مقدونی و شکست دادن داریوش سوم در بین سال‌های ۳۳۴ تا ۳۳۰ پیش از میلاد به پایان رسید. اسکندر در نبردهای متوالی کنترل کل منطقه را از ایران خارج کرد.
از حدود سال ۱۲۰۰ قبل از میلاد، سواحل غربی آناتولی توسط یونانیان بائولی و ایونی به عنوان محل زندگی انتخاب شد. شهرهای مهم متعددی از جمله میلتوس، افسس، اسمیرنا و بیزانتیوم توسط این مستعمره نشینان تأسیس گردید که دومی توسط استعمارگران یونانی از مگارا در سال ۶۵۷ قبل از میلاد تأسیس شد. تمام تراکیا و مردم بومی تراکیا در اواخر قرن ششم قبل از میلاد توسط داریوش بزرگ فتح شدند و در سال ۴۹۲ قبل از میلاد پس از لشکرکشی مردونیوس در اولین حمله ایرانیان به یونان، مجدداً تحت تسلط امپراتوری قرار گرفتند. قلمرو تراکیا بعداً توسط پادشاهی اودریس که توسط ترس یکم تأسیس شد، احتمالاً پس از شکست ایران در یونان، متحد شد.
قبل از گسترش پادشاهی مقدونیه، تراکیه پس از عقب‌نشینی ایرانیان پس از شکست نهایی آنها در سرزمین اصلی یونان، به سه اردوگاه (شرق، مرکزی و غربی) تقسیم شد. یکی از فرمانروایان برجسته تراکیاهای شرقی سرسوبلپتس بود که تلاش کرد قدرت خود را بر بسیاری از قبایل تراکیا گسترش دهد. او در نهایت توسط مقدونی‌ها شکست خورد. تراکیاها معمولاً شهرساز نبودند، بزرگترین شهرهای تراکیا در واقع روستاهای بزرگ بودند. و تنها شهر آنها سئوتوپولیس بود.
امپراتوری هخامنشی ایران در سال ۳۳۴ قبل از میلاد به دست اسکندر مقدونی افتاد، که منجر به افزایش همگونی فرهنگی و یونانی شدن در این منطقه شد.
در سال ۳۲۴، کنستانتین اول، بیزانس را به عنوان پایتخت جدید امپراتوری روم انتخاب کرد و نام آن را به روم جدید تغییر داد. پس از مرگ تئودوسیوس اول در سال ۳۹۵ و تقسیم دائمی امپراتوری روم بین دو پسرش، این شهر که عموماً به عنوان قسطنطنیه شناخته می‌شد، پایتخت امپراتوری روم شرقی شد. این که بعدها توسط مورخان به عنوان امپراتوری بیزانس شناخته شد، تا اواخر قرون وسطی بر بیشتر قلمرو ترکیه امروزی حکومت می‌کرد، در حالی که مابقی قلمرو در دستان ایرانیان ساسانی باقی ماند.
ترکمن‌های سلجوقی یک امپراتوری قرون وسطایی ایجاد کردند که منطقه وسیعی از هندوکش تا شرق آناتولی و از آسیای مرکزی تا خلیج فارس را تحت کنترل داشت. سلجوقیان از سرزمین خود در نزدیکی دریای آرال، ابتدا به خراسان و سپس به سرزمین اصلی ایران پیشروی کردند و در نهایت شرق آناتولی را فتح کردند. 
امپراتوری سلجوقی توسط طغرل بیگ (۱۰۱۶-۱۰۶۳) در سال ۱۰۳۷ تأسیس شد. طغرل توسط پدربزرگش بزرگ شد، سلجوقی-بیگ  نام خود را به امپراتوری سلجوقی و سلسله سلجوقی داد. سلجوقیان صحنه سیاسی درهم شکسته شرق جهان اسلام را متحد کردند و در جنگهای صلیبی اول و دوم نقش اساسی داشتند. سلجوقیان که از نظر فرهنگ و زبان بسیار فارسی شده بودند، نقش مهمی در توسعه سنت ترکی-فارسی ایفا کردند و حتی فرهنگ ایرانی را به آناتولی صادر کردند.
قدرت و اعتبار امپراتوری عثمانی در قرون ۱۶ و ۱۷، به ویژه در دوران سلطنت سلیمان به اوج خود رسید. این امپراتوری اغلب در تضاد با امپراتوری مقدس روم در پیشروی مستمر خود به سمت اروپای مرکزی از طریق بالکان و بخش جنوبی مشترک المنافع لهستان-لیتوانی بود. علاوه بر این، عثمانی ها اغلب بر سر اختلافات ارضی با ایران در جنگ بودند که به آنها اجازه می داد تا وارث رنسانس تیموری شوند. در دریا، امپراتوری با لیگ های مقدس، متشکل از هابسبورگ اسپانیا، جمهوری ونیز و شوالیه های سنت جان، برای کنترل مدیترانه مبارزه کرد. در اقیانوس هند، نیروی دریایی عثمانی برای دفاع از انحصار سنتی خود بر مسیرهای تجاری دریایی بین آسیای شرقی و اروپای غربی، اغلب با ناوگان پرتغالی مقابله می کرد. این مسیرها با اکتشاف پرتغالی دماغه امید خوب در سال ۱۴۸۸ با رقابت جدیدی روبرو شدند.

## دوران باستان

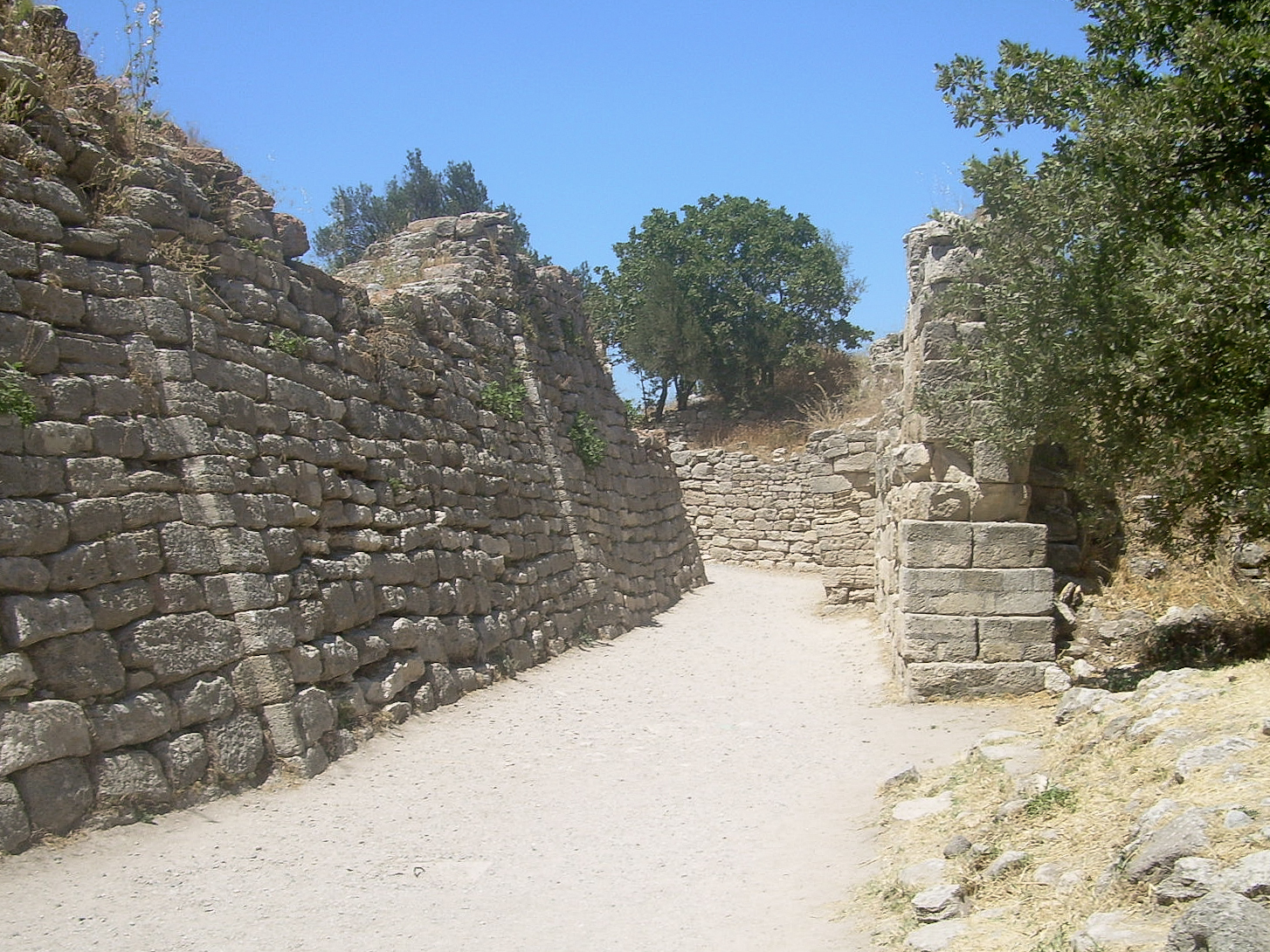
دیوار تروی؛ ۱۲۰۰ سال پیش از میلاد

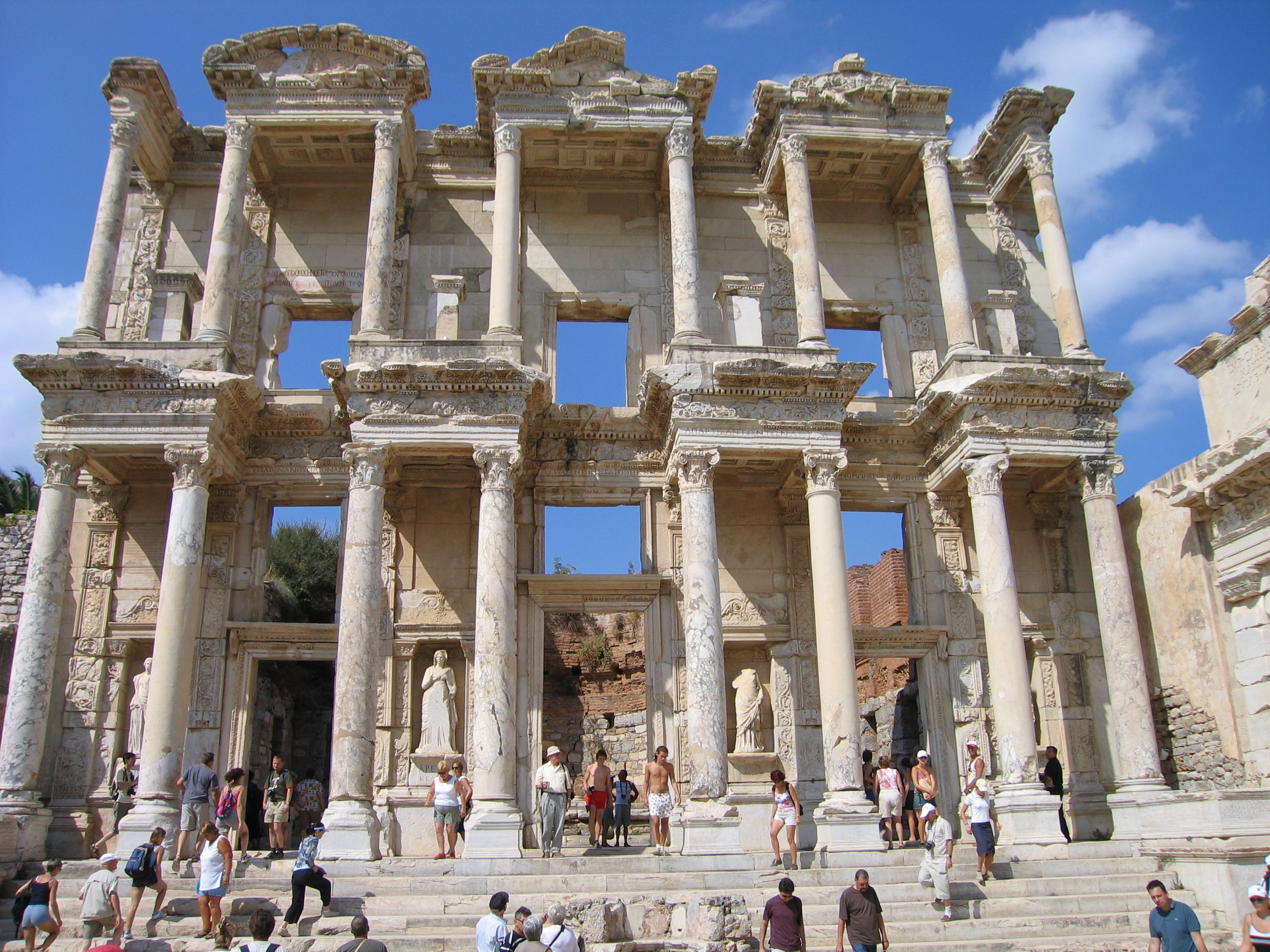
کتابخانه کلاسوس در افسوس؛ سال ۱۳۵ میلادی

شبه جزیره آناتولی دربرگیرنده بیشتر مناطق ترکیه امروزی همواره یکی از قدیمی‌ترین مناطق مسکونی دنیا بوده که قدمت آن برمی‌گردد به اوایل دوران نوسنگی.
ترکیه کنونی در دوران باستان، تحت حکومت دولت شهرهای متعدّدی مانند لودیه و ایونیا قرار داشت. تا اینکه در حدود ۵۰۰ سال پیش از میلاد، این دولت‌ها توسّط کورش بزرگ هخامنشی منقرض شد و ترکیه زیر سلطه هخامنشیان درآمد. پس از یورش اسکندر در سال ۳۳۳ پ.م. آسیای کوچک به دست سلوکیان افتاد؛ و پس از اندکی رومیان جای آن‌ها را گرفتند.
تاریخ ترکیه تحت امپراتوری‌های ایران، به ویژه سلسله‌های هخامنشی و ساسانی، فصل مهمی در روایت تاریخی این منطقه است. امپراتوری هخامنشی که توسط کوروش کبیر در قرن ششم پیش از میلاد تأسیس شد، نفوذ خود را بر غرب آناتولی گسترش داد و مناطقی مانند لیدیا و فریگیا را دربر گرفت. پارسیان سیستمی از ساتراپی‌ها یا استان‌ها را اجرا کردند که امکان حکومت محلی را در عین حفظ کنترل مرکزی فراهم می‌کرد. این ساختار اداری تجارت و ارتباطات را تسهیل می‌کرد و به رونق اقتصادی کمک می‌کرد.
رویکرد ایرانیان به حکومت با درجه‌ای از تساهل فرهنگی مشخص می‌شد که به جمعیت‌های مختلف در امپراتوری خود اجازه می‌داد تا آداب و رسوم و مذاهب خود را حفظ کنند. این سیاست علیرغم درگیری‌های مداوم با دولت شهرهای یونان، به ویژه در طول جنگ‌های ایران، محیط نسبتاً با ثباتی را ایجاد کرد.
امپراتوری ساسانی در قرن سوم پس از میلاد ظهور کرد و بر شرق آناتولی تأثیر بیشتری گذاشت. ساسانیان دین زرتشتی را ترویج کردند و کمک‌های قابل توجهی به هنر و معماری کردند و میراثی ماندگار در منطقه به جا گذاشتند. کنترل آنها بر بخش‌هایی از ترکیه با تبادل فرهنگی و رویارویی نظامی با امپراتوری بیزانس مشخص شد.
تاریخ کلاسیک آناتولی را می‌توان به‌طور تقریبی به دو دوره اصلی تقسیم کرد: دوره کلاسیک و دوره هلنیستی آناتولی، که با فتح این منطقه توسط امپراتوری روم در قرن دوم قبل از میلاد به پایان رسید. 
پس از سقوط هیتی‌ها، دولت‌های جدید فریگیه و لیدیه در سواحل غربی قدرت گرفتند، در حالی که تمدن یونانی شروع به شکوفایی کرد. این دولت‌ها و تمام مناطق دیگر آناتولی به‌سرعت به امپراتوری هخامنشی ایران ضمیمه شدند.
با افزایش قدرت ایران، سیستم حکومت محلی آن‌ها در آناتولی به بسیاری از شهرهای بندری اجازه داد تا رشد کنند و ثروتمند شوند. تمام آناتولی به ساتراپی‌های مختلف تقسیم شد که توسط ساتراپ‌ها (فرمانداران) منصوب شده از سوی حکمرانان مرکزی ایران اداره می‌شدند. اولین دولتی که توسط همسایگانش ارمنستان نامیده شد، دولت سلسله ارمنی اُرونتیدی بود که از قرن ششم قبل از میلاد بخش‌هایی از شرق ترکیه امروزی را شامل می‌شد و تحت حکومت هخامنشیان به ساتراپی ارمنستان تبدیل شد. برخی از ساتراپ‌ها به‌طور دوره‌ای شورش می‌کردند، اما تهدید جدی محسوب نمی‌شدند. در قرن پنجم قبل از میلاد، داریوش اول جاده شاهی را ساخت که شهر اصلی شوش را با شهر ساردیس در غرب آناتولی مرتبط می‌کرد. 
آناتولی نقش محوری در تاریخ هخامنشیان ایفا کرد. در اوایل قرن پنجم قبل از میلاد، برخی از شهرهای یونانی تحت حکومت ایران شورش کردند، که به شورش ایونیایی‌ها منجر شد. این شورش، پس از آن که به راحتی توسط مقامات ایرانی سرکوب شد، زمینه‌ساز مستقیم جنگ‌های یونان و ایران شد، که به عنوان یکی از مهم‌ترین جنگ‌ها در تاریخ اروپا شناخته می‌شود.
حکومت هخامنشیان در آناتولی با فتوحات اسکندر مقدونی به پایان رسید، که داریوش سوم را بین سال‌های ۳۳۴ تا ۳۳۰ قبل از میلاد شکست داد. اسکندر کنترل کل منطقه را از ایران در نبردهای متوالی به دست گرفت. پس از مرگ اسکندر، فتوحات او بین چندین از سرداران مورد اعتمادش تقسیم شد، اما این مناطق همواره تحت تهدید تهاجم از سوی گال‌ها و دیگر حکمرانان قدرتمند در پرگامون، پونتوس و مصر بودند. امپراتوری سلوکی، که بزرگ‌ترین قلمرو اسکندر بود و شامل آناتولی می‌شد، درگیر جنگی فاجعه‌بار با روم شد که به نبردهای ترموپیل و ماگنزیا انجامید. نتیجه این جنگ‌ها، عهدنامه آپامئا در سال ۱۸۸ قبل از میلاد بود که باعث عقب‌نشینی سلوکیان از آناتولی شد. پادشاهی پرگامون و جمهوری رودس، متحدان روم در این جنگ، سرزمین‌های سابق سلوکی در آناتولی را به دست آوردند.
کنترل روم بر آناتولی با رویکرد «عدم مداخله مستقیم» تقویت شد، که به حکومت‌های محلی اجازه می‌داد به طور مؤثر اداره شوند و در عین حال حمایت نظامی از آن‌ها انجام می‌گرفت. در اوایل قرن چهارم میلادی، کنستانتین کبیر یک مرکز اداری جدید در قسطنطنیه تأسیس کرد، و تا پایان قرن چهارم، امپراتوری روم به دو بخش تقسیم شد: بخش شرقی (رومانیا) با پایتخت قسطنطنیه، که مورخان آن را امپراتوری بیزانس می‌نامند، برگرفته از نام اصلی آن، بیزانتیوم. 

## امپراتوری بیزانس
بعدها امپراتوری روم به دلیل وسعت زیاد دچار مشکل شد، تا اینکه در سال ۳۹۵ میلادی امپراتور کنستانتین بزرگ شهر امپراتوری روم شرقی (کنستانتینوپل/قسطنطنیه/استانبول/اسلامبول) را پایتخت خود قرار داد؛ این اقدام مقدّمهٔ تقسیم روم به دو بخش شرقی و غربی شد. از آن پس روم شرقی یا امپراتوری بیزانس، ترکیه کنونی را در دست گرفت. در سال ۴۶۳ هجری قمری، ترکمانان مسلمان سلجوقی به فرماندهی آلب ارسلان به جنگ با امپراتوری بیزانس شتافتند و در ملازگرد، سپاه امپراتور بیزانس، رومانوس چهارم را شکست دادند. بدین ترتیب نیمهٔ شرقی ترکیه به دست سلجوقیان افتاد و زمینه برای مسلمان شدن مردم آن جا و نفوذ زبان ترکی به آن جا فراهم شد؛ ولی نیمهٔ غربی ترکیه در دست امپراتوری بیزانس باقی‌ماند.

## امپراتوری عثمانی

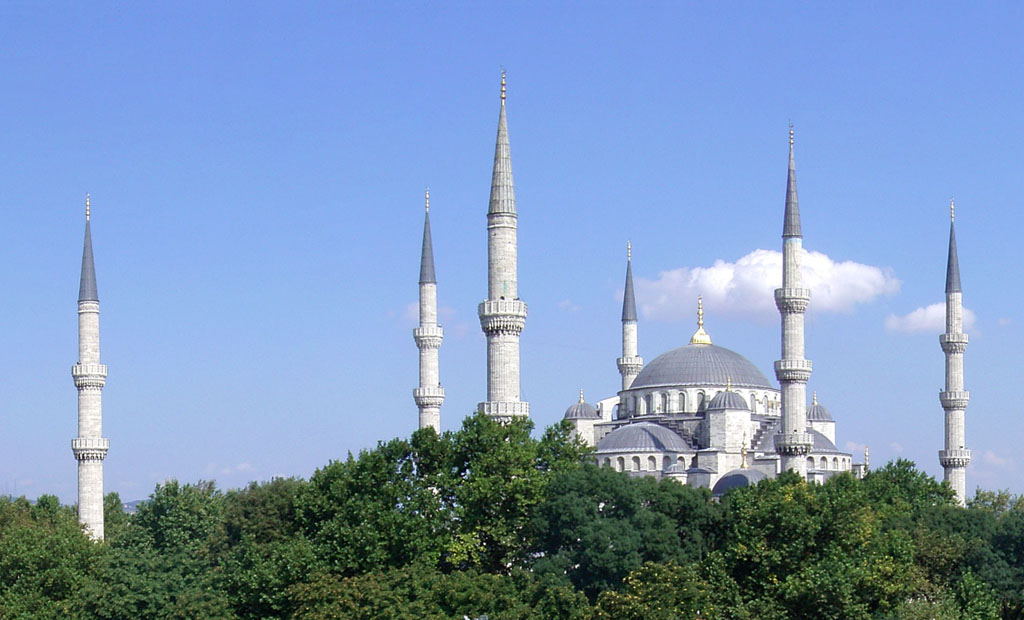
مسجد سلطان احمد در استانبول

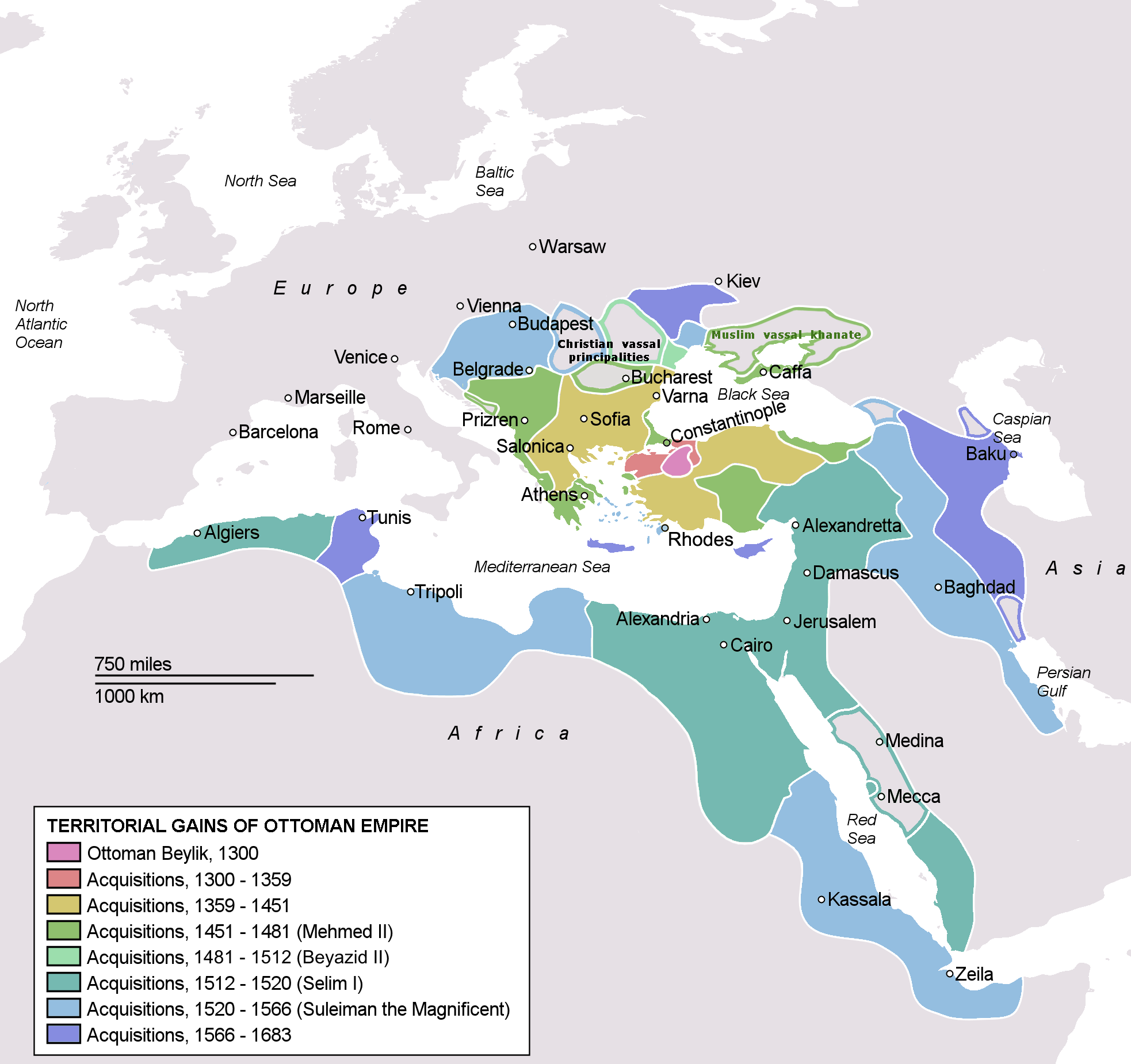
پهناوری امپراتوری عثمانی

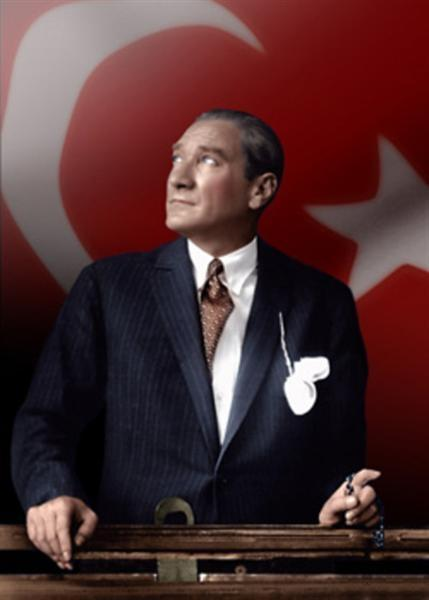
آتاترک، بنیانگذار جمهوری ترکیه

پس از آن کوچ قبایل ترکمن مسلمان از شرق ایران به آسیای کوچک آغاز شد و این قبایل به تدریج دولتهای کوچک محلی در آنجا تشکیل دادند. یکی از مشهورترین این قبایل، قبیله «قایی» بود که در نزدیکی آنقره (آنکارا) سکونت داشتند. رهبر این قبیله به نام عثمان در سال ۶۷۸ هجری خورشیدی (۶۹۹قمری/۱۳۰۰میلادی) حکومتی تأسیس کرد که به نام خودش عثمانی خوانده شد. از آن پس تا حدود ۱۵۰ سال بعد حکومت عثمانی بیشتر آناتولی را به تصرف درآورد.
در سال‌های نخست سده نهم هجری قمری، بایزید یکم سلطان عثمانی، از تیمور لنگ شکست خورد و اسیر شد. تیمور لنگ افراد بسیاری را از ترکیه اسیر کرد تا به مناطق دیگر ببرد، ولی به درخواست خواجه علی سیاهپوش آنان را رها کرد و بدین ترتیب این افراد ناحیه شیعه‌نشین بزرگی را در کشور عثمانی به وجود آوردند و بسیاری از آنان در زمان شاه اسماعیل یکم صفوی به ایران آمدند و جزئی از قزلباش‌ها شدند.
در سال ۸۳۲ ه‍. خ (۱۴۵۳میلادی)، سلطان محمد فاتح توانست به زندگی هزار ساله امپراتوری بیزانس (امپراتوری روم شرقی) پایان دهد. فتح درخشان او، تسخیر قسطنطنیه (کنستانتین بزرگ) پایتخت بیزانس بود، که از آن پس استانبول (اسلامبول) نامیده شد. این فتح مبدأ قرون جدید در تاریخ اروپا شناخته شده‌است.
کسی که حکومت عثمانی را به امپراتوری تبدیل کرد، سلطان سلیم یکم ملقب به یاووز (مهیب) بود. وی در اوایل سده نهم هجری قمری به پادشاهی رسید. او در طول پادشاهی ۹ ساله خود شام، مصر، عراق، حجاز (غرب عربستان)، و بخش‌هایی از بالکان (در جنوب شرق اروپا) را به تصرف درآورد و خود را خلیفه مسلمانان نامید. همچنین او کتاب‌های بسیاری را از مناطق متصرف شده به‌دست آورد، که اکنون زینت بخش کتابخانه‌های ترکیه‌است. سلطان سلیم یکم در سال ۸۹۳ ه‍.خ (۹۲۰ق. /۱۵۱۴م) شاه اسماعیل یکم را در جنگ چالدران شکست داد.
اوج قدرت عثمانی در زمان سلطان سلیمان یکم (قانونی) پسر سلطان سلیم رخ داد. او مناطق بیشتری را به تصرف درآورد و حتی به محاصره وین پرداخت. او در یکی از جنگ‌هایش با شاه تهماسب صفوی، تا سلطانیه نیز پیش‌آمد. پس از او امپراتوری عثمانی رو به انحطاط گذاشت.

## جمهوری ترکیه

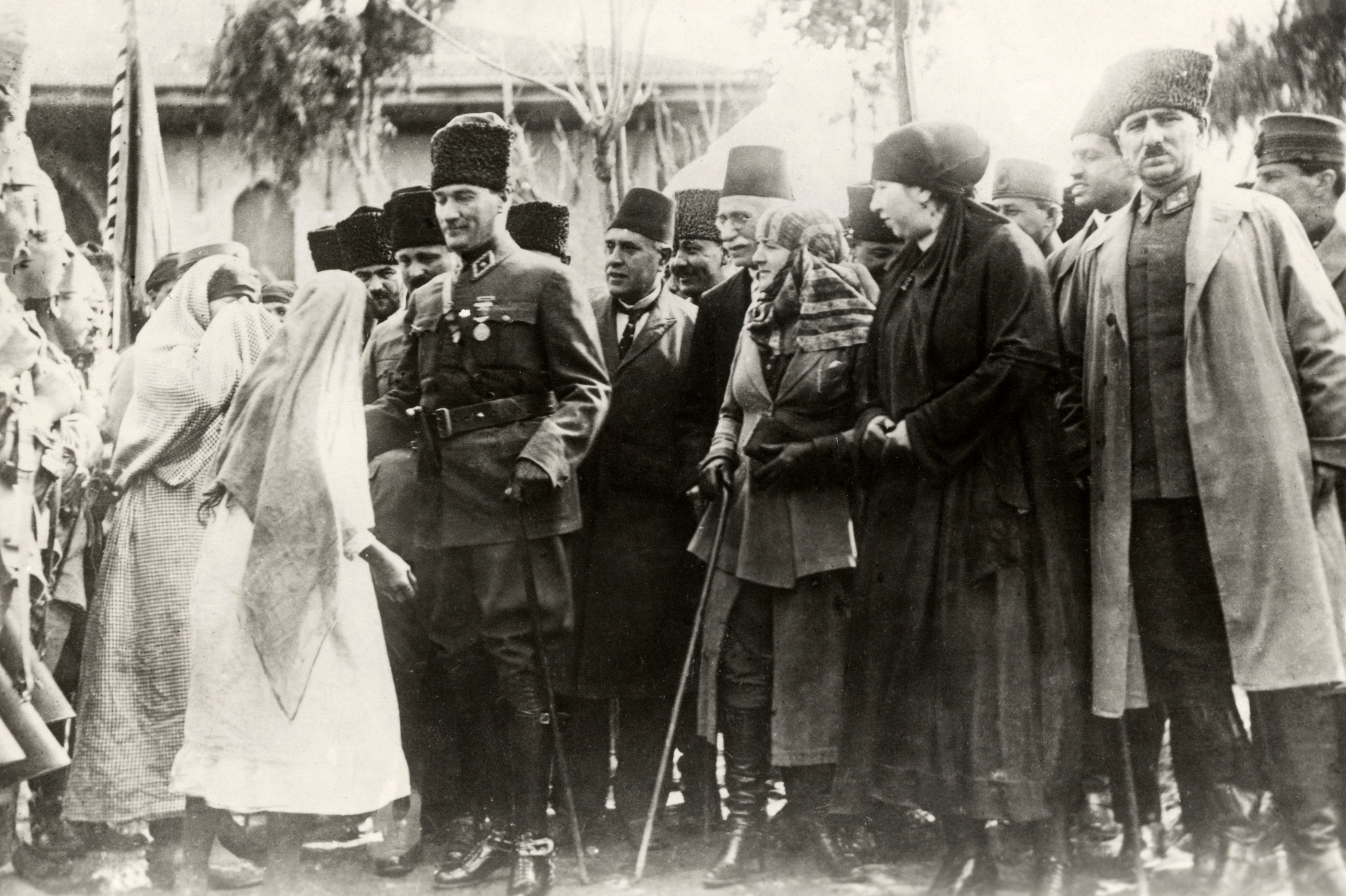
مصطفی کمال پاشا(آتا تورک)

امپراتوری عثمانی در جنگ اول جهانی از هم پاشید و مورد تهاجم بریتانیا و متحدانش واقع شد. مصطفی کمال پاشا به دلیل سازماندهی مقاومت ملی علیه دول خارجی قهرمان ملی ترکیه گردید و توانست جمهوری ترکیه را در سال ۱۳۰۲ (۱۹۲۳) بر پایه اصل جدایی دین از سیاست بنا کند و ملقب به آتاترک شد. وی خط لاتین را برای نوشتن زبان ترکی مرسوم کرد و اقدامات بسیاری را برای صنعتی و غربی شدن ترکیه انجام داد و دوره نوینی را در ترکیه به وجود آورد. او نظام جمهوری ترکیه را به صورت یک جمهوری مجلس محور (پارلمانی) تأسیس کرد و با ایجاد مجلس بزرگ میهنی ترکیه، دولت را در برابر مجلس میهنی مسئول ساخت. آتاترک مؤسس و رهبر حزب خلق جمهوری‌خواه ترکیه بود و به مدت پانزده سال و به صورت مادام العمر ریاست جمهوری ترکیه را برعهده داشت.
در دوران اقتدار آتاترک و امین و پشتیبان او عصمت اینونو که از آن به عنوان دوران تک حزبی یاد می‌شود، سیمایی از اقتدار سیاسی ملی گرایانه به نمایش گذاشته شد که ابایی از نژادپرستی و ترویج پان‌ترکیسم و به انزوا راندن اسلام و قومیت‌ها نداشت. بعد از یک دوران تک‌حزبی در سال ۱۳۲۹ (۱۹۵۰) حزب دمکرات از گروه سیاسی مخالف قدرت را به‌دست گرفت و به تعداد احزاب اضافه شد، ولی آزادی سیاسی با دوره‌هایی از کودتاهای نظامیان در سال‌های ۱۳۳۹، ۱۳۵۰ و ۱۳۵۹ شکسته شد. در سال ۱۳۵۳ ترکیه با دخالت نظامی خود علیه کودتای یونانیان در قبرس مانع از الحاق قبرس به یونان شد. در سال ۱۳۷۵ باز نیروهای نظامی دولتی را که با برنامه‌های اسلامی روی کار آمده بود، ساقط کرد. از سال ۱۳۶۳ (۱۹۸۴) تاکنون حزب کارگران کردستان و حکومت ترکیه درگیری‌های نظامی بسیاری داشته‌اند که باعث مرگ بیش از ۴۵ هزار تن گردیده‌است. ترکیه در سال ۱۳۲۵ به عضویت سازمان ملل درآمد و در سال ۱۳۳۱ به ناتو پیوست. ترکیه عضو جنبی جامعه اروپا است و اکنون با اجرای اصلاحاتی سعی در تحکیم و تقویت مردمسالاری و اقتصاد خود دارد تا بتواند مذاکرات برای عضویت در اتحادیه اروپا را آغاز نماید.